# Mèche Blanche, les aventures du petit castor
Pour plus de détails, voir Fiche technique et Distribution.
Mèche Blanche, les aventures du petit castor est un film franco-canadien de Philippe Calderon, sorti le 22 février 2008 au Canada et en France le 30 avril 2008.

## Synopsis
Mèche Blanche est un jeune castor vivant dans le nord du Canada avec sa famille et ses amis, un lynx et un ourson. Sa tranquillité est perturbée le jour où le barrage qui lui sert de maison s'effondre. Emporté par le courant, il va devoir retrouver les membres de sa famille grâce à l'aide des autres animaux de la forêt.

## Fiche technique
Sauf indication contraire, les informations mentionnées dans cette section peuvent être confirmées par la base de données cinématographiques Unifrance,  présente dans la section « Liens externes ».
- Titre original : Mèche Blanche, les aventures du petit castor
- Titre québécois : La rivière aux castors ...ou les aventures de Mèche Blanche
- Réalisation : Philippe Calderon
- Scénario : Marthe Pelletier et Hassina Belkacem, sur une idée de Philippe Calderon
  - dialogues : Guillaume Vincent (narration française) ; Joanne Arseneau (narration québécoise)
- Musique : Frédéric Weber
- Décors : Patrick Bleuzen
- Photographie : Nedjma Berder
- Son[1] : Stéphane Bergeron, Gavin Fernandes
- Montage : Jean-François Berderon
- Production : Louis Laverdière, Thierry Commissionat, Vivianne Morin et Benoît Tschieret
  - Production déléguée : François Calderon
- Sociétés de production[2],[3]  :
  - France : Les Films du Rêve, en coproduction avec TF1 International
  - Québec : Cité-Amérique
- Sociétés de distribution[3] : TFM Distribution (France) ; Alliance Vivafilm (Québec) ; CNC - Coopérative Nouveau Cinéma (Belgique) ; Pathé Films AG (Suisse romande)
- Budget : 2 837 604 €[4]
- Pays de production :  France,  Canada
- Langues originales : français, anglais
- Format[3] : couleur - 35 mm - 1,85:1 (Panavision) - son Dolby SR
- Genre : documentaire, aventures
- Durée : 77 minutes
- Dates de sortie[5] :
  - Québec : 22 février 2008[6]
  - France, Suisse romande : 30 avril 2008[7]
  - Belgique : 2 septembre 2009[8]
- Classification :
  - France : tous publics (conseillé à partir de 3 ans)[9],[10]
  - Belgique : tous publics (Alle Leeftijden)[8]
  - Québec : tous publics – pour enfants (G - General Rating)[6]

## Distribution
- André Dussollier : Narrateur